# Campeonato Sudamericano de Clubes de Voleibol Femenino 2013
El Sudamericano de Clubes Campeones de Voleibol Femenino 2013  se llevó a cabo del 1 al 5 de mayo de 2013 en el Coliseo Niño Héroe Manuel Bonilla del distrito de Miraflores en la ciudad de Lima, Perú. El campeonato contó con la participación exponentes de voleibol femenino de Argentina, Brasil, Chile, Paraguay y Perú.
Se jugó con el sistema de todos contra todos, saliendo campeón el Unilever de Brasil al ganar todos los partidos que disputó.

## Equipos participantes
- Unilever
- Universidad César Vallejo
- Boston College
- Vélez Sarsfield
- UMA (Universidad Metropolitana de Asunción)

## Resultados

### Tabla de posiciones
|    | Equipos                   | Pts | P | PG | PP |
| -- | ------------------------- | --- | - | -- | -- |
| 1. | Unilever                  | 12  | 4 | 4  | 0  |
| 2. | Universidad César Vallejo | 9   | 4 | 3  | 1  |
| 3. | Boston College            | 8   | 4 | 2  | 2  |
| 4. | Vélez Sarsfield           | 4   | 4 | 1  | 3  |
| 5. | UMA                       | 0   | 4 | 0  | 4  |

### Partidos
| Fecha    | Encuentro                                   | Resultado | Set   | Set   | Set   | Set   | Set   | Puntuación total |
| Fecha    | Encuentro                                   | Resultado | 1     | 2     | 3     | 4     | 5     | Puntuación total |
| -------- | ------------------------------------------- | --------- | ----- | ----- | ----- | ----- | ----- | ---------------- |
| 01-05-13 | Vélez Sarsfield - UMA                       | 3-0       | 25-11 | 25-11 | 25-13 |       |       | 75-35            |
| 01-05-13 | Universidad César Vallejo - Boston College  | 3-1       | 25-27 | 25-22 | 26-24 | 25-14 |       | 101-87           |
| 02-05-13 | Universidad César Vallejo - UMA             | 3-0       | 25-10 | 25-7  | 25-7  |       |       | 75-24            |
| 02-05-13 | Unilever - Boston College                   | 3-0       | 25-10 | 25-20 | 25-13 |       |       | 75-43            |
| 03-05-13 | UMA - Unilever                              | 1-3       | 9-25  | 5-25  | 3-25  |       |       | 17-75            |
| 03-05-13 | Universidad César Vallejo - Vélez Sarsfield | 3-0       | 25-22 | 25-22 | 25-22 |       |       | 75-66            |
| 04-05-13 | Boston College - UMA                        | 3-0       | 25-17 | 25-6  | 25-11 |       |       | 75-34            |
| 04-05-13 | Unilever - Vélez Sarsfield                  | 3-1       | 25-11 | 25-12 | 23-25 | 25-16 |       | 98-64            |
| 02-05-13 | Vélez Sarsfield - Boston College            | 2-3       | 23-25 | 23-25 | 27-25 | 25-23 | 13-15 | 111-113          |
| 02-05-13 | Universidad César Vallejo - Unilever        | 0-3       | 12-25 | 23-25 | 16-25 |       |       | 61-75            |

## Clasificación final
| Pos | Equipo                    |
| --- | ------------------------- |
| 1   | Unilever                  |
| 2   | Universidad César Vallejo |
| 3   | Boston College            |
| 4   | Vélez Sarsfield           |
| 5   | UMA                       |

- Datos: Q16141987